# Ecser
Ecser (slovaško Ečer)  je vas na Madžarskem, ki upravno spada pod podregijo Monori Županije Pešta.

## Geografija
Kraj se nahaja jugovzhodno od Budimpešte v bližini mednarodnega letališča Ferihegy.

## Zgodovina
Ecser se prvikrat omenja 15. decembra 1315, čeprav je sama naselbina obstajala že leta 896, ob prihodu Madžarov v Panonsko nižino. Po legendi naj bi dal ime naselju Veliki princ Madžarov Árpad (~845-~907). Ob njegovem prihodu in počitku v tem kraju je okoliške prebivalce vprašal po imenu, vendar mu ni znal nobeden odgovoriti. Tedaj jim je rekel, naj ga imenujejo po tamkajšnjem hrastu - ceru (madžarsko cser).
V času turške nadoblasti (1526-1686), zlasti po obleganju Budima (1541), je kraj izumrl, prebivalstvo se je vrnilo vanj leta 1699. V zgodnjem 18. stoletju je lastnik kraja, grof Antal Grassalkovich, v njem naselil Slovake, ki danes tvorijo številno etnično skupnost naselja. V vojni za neodvisnost (1703-1711), ki jo je vodil Franc II. Rákóczi proti Habsburžanom, je sodelovalo tudi 11 vojakov iz Ecserja.

## Zanimivosti
Na mestnem grbu se nahajajo rimskokatoliška cerkev iz leta 1740, ljudski ples Poroka v Ecserju (Ecseri lakodalmas) in hrast, tri najpomembnejša znamenja naselja.

## Pobratena mesta
- Kumbağ (Turčija),
- Zlaté Klasy (Slovaška).